# Phyllomys mantiqueirensis
Phyllomys mantiqueirensis (атлантичний деревний щур Мантікейри) — вид гризунів родини щетинцевих, який відомий тільки відомий тільки по проживанню в одній місцевості: Серра-да-Мантікейра (порт. Serra da Mantiqueira), Мінас-Жерайс, Бразилія на висоті 1800 м над рівнем моря.

## Морфологія
Морфометрія голотипу (зразка використаного для опису нового виду). Повна довжина: 433, довжина хвоста 216, довжина задньої стопи: 41, довжина вух: 18 мм, вага: 207 грамів. 
Опис. Малий гризун із м'яким хутром. Хвіст також вкритий волоссям закінчується китицею. Тіло коричнево-сіре, м'яке й густе скрізь. Довжина хвоста така ж як довжина голови й тіла. Хвіст темніший ніж тіло, вкритий коричневим волоссям, що стає довшим і густішим в напрямку до кінця й формує довгу (30 мм) китицю. 